# 歌姫4 -My Eggs Benedict-
『歌姫4 -My Eggs Benedict-』（うたひめフォー マイ・エッグス・ベネディクト）は、日本の歌手中森明菜のカバー・アルバム。このアルバムは2015年1月28日にユニバーサル ミュージック ジャパンの社内レーベル・ユニバーサルJ（現：ポリドール）よりリリースされた（CD: UPCH-2017 , CD+DVD: UPCH-9988）。

## 背景
『歌姫4 -My Eggs Benedict-』は、『歌姫』『-ZEROalbum- 歌姫2』『歌姫3 〜終幕』に続く、カバーアルバム「歌姫シリーズ」の第4弾で、中森のカバー・アルバムとしては通算11作目にあたる。このアルバムは2015年1月28日に通常盤（CD: UPCH-2017）、初回限定盤（CD+DVD: UPCH-9988）の2形態で同時発売された。なお、配信はCD発売前の2015年1月10日から開始された。このアルバムのタイトルは「アルバムを食べ物で表現するなら、対の盛り合わせがとても愛らしいエッグベネディクト」という中森本人のアイデアを反映させたもので、本作のディスクジャケットには中森が自身で盛りつけを担当したというエッグベネディクトの写真が使われた。本作の基本的なコンセプトは"ラブソング"であり、1970年代後半から2000年代までに発表された曲の中から中森が心に残っているという曲を自身も加わって選曲され、このラインナップとなった。中でもEXILEの「Lovers Again」は収録曲の中で最も気に入っているという。本作の制作は2014年秋にロサンゼルスやニューヨークを拠点に行われ、2015年1月9日に放送された「SONGSスペシャル 中森明菜 歌姫復活」では本作から「スタンダード・ナンバー」「長い間」の2曲を披露している。

## 批評
『CDジャーナル』は本作について、「原曲の素晴らしさに引けを取らない、明菜ならではの歌心が響きわたるラヴ・ソング集となっている」と批評した。

## チャート成績
このアルバムは初週約1.5万枚を売り上げ、2015年2月9日付のオリコン週間アルバムチャートに最高順位となる5位で初登場した。これにより『歌姫』（1994年4月11日付）と並び自身のカバー・アルバムでの最高順位タイ記録となった。同チャートには計11週に亘ってランクインしている。

## 収録曲
| #         | タイトル                                           | 作詞           | 作曲            | 編曲               | 時間  |
| --------- | -------------------------------------------------- | -------------- | --------------- | ------------------ | ----- |
| 1.        | 「スタンダード・ナンバー」(南佳孝のカバー曲)       | 松本隆         | 南佳孝          | 鳥山雄司           | 3:54  |
| 2.        | 「真夜中のドア〜Stay With Me」(松原みきのカバー曲) | 三浦徳子       | 林哲司          | 森村献             | 4:40  |
| 3.        | 「Lovers Again」(EXILEのカバー曲)                  | Kiyoshi Matsuo | Jin Nakamura    | 鳥山雄司           | 5:11  |
| 4.        | 「長い間」(Kiroroのカバー曲)                       | 玉城千春       | 玉城千春        | 溝口肇             | 5:42  |
| 5.        | 「ハナミズキ」(一青窈のカバー曲)                   | 一青窈         | マシコタツロウ  | 鳥山雄司           | 5:42  |
| 6.        | 「愛のうた」(倖田來未のカバー曲)                   | Kumi Koda      | Kosuke Morimoto | 鳥山雄司           | 4:55  |
| 7.        | 「fragile」(Every Little Thingのカバー曲)          | 持田香織       | 菊池一仁        | 鳥山雄司           | 5:27  |
| 8.        | 「接吻」(ORIGINAL LOVEのカバー曲)                  | 田島貴男       | 田島貴男        | 鳥山雄司・竹上良成 | 5:09  |
| 9.        | 「そして僕は途方に暮れる」(大沢誉志幸のカバー曲)   | 銀色夏生       | 大沢誉志幸      | 鳥山雄司           | 4:43  |
| 10.       | 「やさしいキスをして」(DREAMS COME TRUEのカバー曲) | 吉田美和       | 中村正人        | 鳥山雄司           | 3:31  |
| 11.       | 「雪の華」(中島美嘉のカバー曲)                     | Satomi         | 松本良喜        | 鳥山雄司・三宅一徳 | 5:09  |
| 合計時間: | 合計時間:                                          | 合計時間:      | 合計時間:       | 合計時間:          | 54:11 |

| #  | タイトル                 | 作詞 | 作曲・編曲 |
| -- | ------------------------ | ---- | ---------- |
| 1. | 「歌姫4 メイキング映像」 |      |            |

## クレジット
「歌姫4 -My Eggs Benedict-」のライナー・ノーツより
参加ミュージシャン
| - 鳥山雄司：Programming (M-1、3、5-7、9、11)、Guitar (M-1-3、5-9、11) - 鶴谷智生：Drums (M-1、9) - 平石カツミ：Bass (M-1、9) - 森俊之：Piano (M-1、9) - 竹上良成：Sax (M-1、7-8)、Horn Arrange (M-8) - 中川英二郎：Trumpet (M-1) - 森村献：Programming & Piano (M-2) - 小泉哲夫：Bass (M-2) - 都筑章浩：Percussion (M-2) - 美座良彦：Percussion (M-2) - 向井志門：Alto Sax (M-2) | - 竹野昌邦：Tenor Sax (M-2) - 佐久間勲：Trumpet (M-2) - 菊池成浩：Trumpet (M-2) - 今井マサキ：Chorus (M-2) - 大儀見元：Percussion (M-3) - 溝口肇：Cello (M-4) - 諸岡由美子：Cello (M-4) - 徳澤青弦：Cello (M-4) - 内田佳宏：Cello (M-4) - 紺野紗衣：Piano (M-4) - 高桑英世：Flute (M-5) - 庄司知史：Oboe (M-5) | - 川口静華ストリングス：Strings (M-5) - 川瀬正人：Percussion (M-7) - 西村浩二：Trumpet (M-8) - 佐々木史郎：Trumpet (M-8) - 河合わかば：Trombone (M-8) - 榎本祐介：Trombone (M-8) - 扇谷研人：Piano (M-10) - 三宅一徳：Shakuhachi, Koto & Strings Arrange (M-11) - 三宅礼子：Koto (M-11) - 小湊昭尚：Shakuhachi (M-11) - 篠崎正嗣ストリングス：Strings (M-11) |

スタッフ
| - All Songs Produced : Yuji Toriyama - Recording & Mixing Engineer : Michio Nakakoshi - Vocal Recording Engineer : Yoshinori Adachi (MIXER'S LAB) - Mastering Engineer : Mitsukazu Tanaka (Bernie Grundman MASTERING) - Art Direction : Yoshihiko Shimura (UNIR DESIGN WORKS) - Photographer & Cameraman : Ryo Kanzai | - Creative Manager : Eiji Shimura (TERRACE) - Artwork Coordination : Takao 'B' Shimizu (UNIVERSAL MUSIC LLC) - Faithway : Yumiko Kawabata - A&R : Masao Hata (UNIVERSAL J) - Artist Promotion : Kazumasa Takase, Shigeko Gojo (UNIVERSAL J) - Sales Promotion : Masatoshi Ikoma, Naoko Iwasaki (UNIVERSAL MUSIC LLC) | - Label Head : Junichi Mori (UNIVERSAL MUSIC LLC) - Supervisor : Akira Terabayashi - Executive Producers : Naoshi Fujikura (UNIVERSAL MUSIC LLC), Masahiro Kazumoto (UNIVERSAL J) - Executive Producer & Director : Takashi Kadomura - Special Thanks : Zoe Thrall, Kaz Ogiso |

DVDスタッフ
- DVD Editing : Shinya Kondoh (roboinq.)
- Authoring : JVCKENWOOD Video Tech Corporation
- Styling : Mika Taniguchi

## リリース履歴
| 発売日        | レーベル                 | 規格                   | 品番        | 備考                        |
| ------------- | ------------------------ | ---------------------- | ----------- | --------------------------- |
| 2015年1月10日 | ユニバーサルJ            | デジタル・ダウンロード | N/A         |                             |
| 2015年1月28日 | ユニバーサルJ            | CD                     | UPCH-2017   | 通常盤                      |
| 2015年1月28日 | ユニバーサルJ            | CD+DVD                 | UPCH-9988   | 初回限定盤                  |
| 2017年5月3日  | ユニバーサルJ            | UHQCD                  | UPCH-7286   | 限定盤                      |
| 2023年6月28日 | ユニバーサルJ            | CD                     | UPCY-7876   | スペシャルプライス再発盤    |
| 2024年2月21日 | ユニバーサルミュージック | 2LP                    | UPJY-9381/2 | 初アナログLP化、2枚組限定盤 |

## 参照
1. ↑  カバー・アルバムのベスト盤である3作、『歌姫 Complete Box Empress』，『歌姫ベスト』，『オールタイム・ベスト -歌姫(カヴァー)-』を含む。
2. ↑  “中森明菜のカヴァー企画「歌姫４」の最新作、先行配信&iTunes予約がスタート”.  ガジェット通信 (2015年1月10日). 2015年10月15日閲覧。
3. 1 2  “中森明菜、EXILEを歌う 『歌姫』収録曲発表”.  オリコン (2015年1月10日). 2015年2月5日閲覧。
4. ↑  “中森明菜、水面下で『生誕50周年記念本』出版の動き”.  週刊女性 (2015年6月9日). 2015年11月24日閲覧。
5. ↑  “中森明菜/歌姫4 -My Eggs Benedict-”.  CDジャーナル. 2015年9月14日閲覧。
6. ↑  “中森明菜カヴァー企画の第4弾『歌姫4』で、20年ぶりの快挙達成”.  エキサイト (2015年2月6日). 2015年2月13日閲覧。
7. ↑  “歌姫4 -My Eggs Benedict-(初回限定盤) -ORICON STYLE”.  オリコン. 2016年2月5日閲覧。
8. ↑  『歌姫4 -My Eggs Benedict-』（12cmCD）ユニバーサルJ、2015年1月28日。UPCH-9988。